# Lucio Genucio Clepsina
Lucio Genucio Clepcina, probablemente hermano del consular Cayo Genucio Clepsina, fue cónsul en el año 271 a. C. con Cesón Quincio Claudo.
Fue enviado a someter a la legión de Campania, que bajo la dirección de Decio Jubelio se había rebelado contra los romanos y se hizo dueño de la ciudad de Rhegium. Después de un largo asedio, Clepsina tomó la ciudad y en seguida dio muerte a todos los vagabundos y ladrones que encontró entre los soldados amotinados, pero envió los restos de la legión (probablemente poco más de trescientos soldados, aunque las cifras varían entre los distintos cronistas) a Roma para ser juzgados, donde fueron azotados y decapitados. Orosio y Dionisio de Halicarnaso son los únicos escritores que mencionan el nombre del cónsul, con la excepción de Apiano, que le llama por error «Fabricius», e incluso entre los dos primeros hay desacuerdo en su nombre completo. Orosio lo llama simplemente «Genucius» y ubica la captura de Rhegium un año después de la de Tarento, en la que Genucio parece haber tenido este mérito, mientras que Dionisio, por otro lado, le da el nombre de «Gaius Genucius» y parece atribuir la captura de la ciudad al cónsul del año siguiente (270 a. C.).